# Мартин, Мэтт (хоккеист, 1989)
Мэттью «Мэтт» Мартин (англ. Matthew «Matt» Martin; 8 мая 1989, Уинсор, Канада) — канадский хоккеист, крайний нападающий.

## Игровая карьера
Мэтт Мартин был выбран в пятом раунде драфта 2008 года клубом «Нью-Йорк Айлендерс». 4 сентября 2009 года он подписал с «Айлендерс» трёхлетний контракт новичка и выступал за их фарм-клуб в АХЛ — «Бриджпорт Саунд Тайгерс».
16 сентября 2012 года Мартин подписал новый четырёхлетний контракт с «Айлендерс» на $ 4 млн. Тройка «Айлендерс» Мартин-Сизикас-Клаттербак долгое время считалась одной из лучших четвёртых троек НХЛ.
1 июля 2016 года Мартин как неограниченно свободный агент перешёл в «Торонто Мейпл Лифс» и подписал с клубом контракт на четыре года и сумму $ 10 млн. Спустя 2 года, летом 2018 года был обменян обратно в «Айлендерс» на Имона Макадама.